# 前673年
| 千纪： | 前1千纪 |
| 世纪： | 前8世纪 \| 前7世纪 \| 前6世纪 |
| 年代： | 前700年代 \| 前690年代 \| 前680年代 \| 前670年代 \| 前660年代 \| 前650年代 \| 前640年代                                                                                   |
| 年份： | 前678年 \| 前677年 \| 前676年 \| 前675年 \| 前674年 \| 前673年 \| 前672年 \| 前671年 \| 前670年 \| 前669年 \| 前668年                                                     |
| 纪年： | 周惠王四年 魯莊公二十一年 齊桓公十三年 晉献公四年 秦宣公三年 宋桓公九年 楚堵敖四年 衛惠公二十七年 陳宣公二十年 蔡穆侯二年 曹庄公29年 郑厉公后七年 燕庄公十八年 杞共公八年 |

## 大事记
- 羅馬王政時期第三位君主圖路斯·荷提留斯登基。
- 亞述國王阿薩爾哈東率領的遠征軍被埃及第二十五王朝（努比亞王朝）法老塔哈爾卡的軍隊所擊退。
- 郑厉公聯合虢公醜出兵讨伐周朝叛軍，攻陷王城，杀死王子颓及五大夫。周惠王把虎牢以東的土地割讓給鄭國，以作獎勵。[1]

## 逝世
- 王子颓